# Réserve biologique de Monteverde
La Réserve biologique Bosque Nuboso Monteverde est une aire protégée du Costa Rica. Elle occupe environ 10 500 hectares de forêt de nuage tropicale à feuillage persistant sur les contreforts de la cordillère de Tilarán, dans la province de Puntarenas, dans le Nord-Ouest du Costa Rica, à environ deux heures et demie de la capitale San José. Elle forme avec le parc national Volcán Arenal un corridor biologique appelé "Complejo de bosque nuboso Arenal-Monteverde" (complexe de forêt de nuage Arenal-Monteverde). Les touristes qui viennent pour découvrir la forêt de nuage et observer les oiseaux choisissent en général comme points de départ les villages de Santa Elena ou de Monteverde.

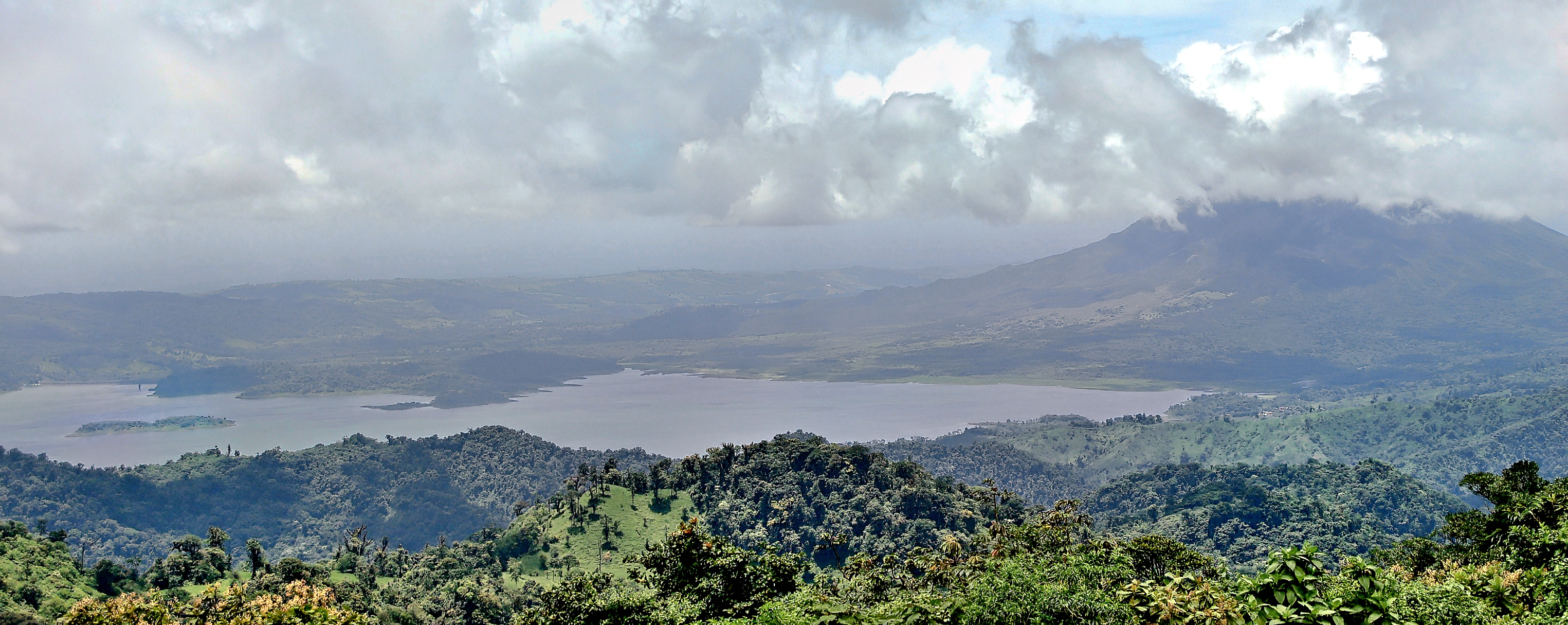
Le lac et le volcan Arenal vus de la réserve de Monteverde

## Histoire
Une grande partie de la réserve actuelle a été acquise par des quakers immigrés des États-Unis en 1951. Ils voulaient s'installer au Costa Rica, pays ayant quelques années auparavant aboli toute armée, pour éviter d'être réquisitionnés pour la guerre de Corée, car les principes de leur foi s'opposaient à tout service militaire. À partir de 1972, certaines parties du territoire furent menacées par des colons illégaux. Pour faire face à ces circonstances, un chercheur scientifique local, George Powell, s'associa à une partie de la communauté des quakers et à des organisations de protection de l'environnement pour acquérir une terre de 328 hectares. Le lot de terre acheté a été placé sous la gestion du Centro Científíco Tropical. Grâce à des donations et à l'apport de terres de la communauté des quakers, la réserve a pu être progressivement élargie. En 1989, sa superficie était d'environ 5 000 hectares.

### Flore
Environ 3 000 des 9 000 espèces de plantes répertoriées au Costa Rica sont présentes dans l'aire protégée de Monteverde, dont 755 espèces d'arbres. Les arbres, et d'autres plantes également, hébergent des épiphytes dans des proportions considérables. Ceux-ci représentent 29 % des espèces de plantes de la réserve. On y trouve d'autre part plus de 500 espèces d'orchidées, dont 24 étaient inconnues jusqu'à ce qu'elles fussent découvertes dans la réserve. 10 % des espèces de plantes sont endémiques, comme par ex. le conifère podocarpus monteverdeensis.

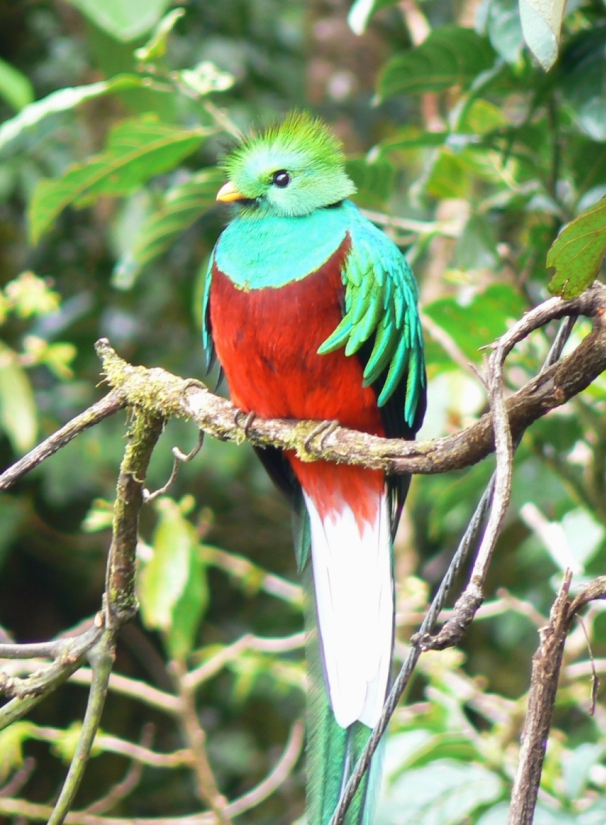
Quetzal resplendissant du Costa Rica (mâle)

### Faune
La réserve abrite 169 espèces d'amphibiens et de reptiles. Citons parmi les 60 espèces d'amphibiens la cécilie, l'anoure et l'urodèle. Parmi les reptiles, on trouve de nombreuses espèces de lézards et de serpents. De nombreux mammifères et oiseaux résident également dans la réserve. On y trouve, des chauves-souris, des singes, des tapirs, des pécaris, des félidés et des agoutis. La réserve offre également un espace de vie à des espèces d'oiseaux comme le quetzal et l'araponga tricaronculé. On peut en outre y observer des espèces comme le toucanet émeraude, la conure à front rouge, le colibri d'Anaïs ou l'ibijau gris. La réserve se trouve par ailleurs sur un trajet de migration important et l'on peut y observer en période de migration de nombreuses espèces d'oiseaux ayant leur aire de nidification en Amérique du Nord. On y trouve par exemple la petite buse, le viréo et la paruline. Des tangaras et des organistes résident également dans la réserve.
La réserve est notamment connue pour avoir abrité le crapaud doré, espèce endémique disparue depuis 1989 pour des raisons inconnues.